# Élections cantonales de 1994 dans la Somme
Les élections cantonales ont eu lieu les 20 et 27 mars 1994.

## Contexte départemental

### Assemblée départementale sortante
Avant les élections, le conseil général de la Somme est présidé par Fernand Demilly (UDF-PSD). Il comprend 46 conseillers généraux issus des 46 cantons de la Somme. 23 d'entre eux sont renouvelables lors de ces élections. 
| Parti                              | Parti                            | Sigle | Sigle    | Élus | Élus | Groupe                  |
| ---------------------------------- | -------------------------------- | ----- | -------- | ---- | ---- | ----------------------- |
| Majorité (32 sièges)               |                                  |       |          |      |      |                         |
| Union pour la démocratie française | Parti social-démocrate           |       | UDF-PSD  | 8    | 14   | Majorité départementale |
| Union pour la démocratie française | Centre des démocrates sociaux    |       | UDF-CDS  | 3    | 14   | Majorité départementale |
| Union pour la démocratie française | Parti républicain                |       | UDF-PR   | 2    | 14   | Majorité départementale |
| Union pour la démocratie française | Parti radical                    |       | UDF-Rad. | 1    | 14   | Majorité départementale |
| Rassemblement pour la République   | Rassemblement pour la République |       | RPR      | 10   | 10   | Majorité départementale |
| Divers droite                      | Divers droite                    |       | DVD      | 8    | 8    | Majorité départementale |
| Opposition (14 sièges)             |                                  |       |          |      |      |                         |
| Parti socialiste                   | Parti socialiste                 |       | PS       | 9    | 9    | Socialiste              |
| Parti communiste français          | Parti communiste français        |       | PCF      | 4    | 4    | Communiste              |
| Communistes rénovateurs            | Communistes rénovateurs          |       | Rénov.   | 1    | 1    | Communiste              |
| Président du conseil général       |                                  |       |          |      |      |                         |
| Fernand Demilly (UDF-PSD)          |                                  |       |          |      |      |                         |

## Résultats à l'échelle du département
| Étiquette      | Étiquette                               | Premier tour | Premier tour | Second tour | Second tour | Sièges |
| Étiquette      | Étiquette                               | Voix         | %            | Voix        | %           | Sièges |
| -------------- | --------------------------------------- | ------------ | ------------ | ----------- | ----------- | ------ |
|                | Parti socialiste                        | 30 127       | 25,55        | 27 541      | 32,12       | 5      |
|                | Parti communiste français               | 19 213       | 16,29        | 13 688      | 15,96       | 4      |
|                | Divers gauche                           | 2 008        | 1,70         |             |             |        |
| Gauche         | Gauche                                  | 51 348       | 43,55        | 41 229      | 48,08       | 9      |
|                |                                         |              |              |             |             |        |
|                | Majorité départementale (RPR, UDF, DVD) | 40 851       | 34,65        | 30 760      | 35,87       | 11     |
|                | Front national                          | 11 134       | 9,44         | 794         | 0,93        | 0      |
|                | Divers droite                           | 8 603        | 7,30         | 9 416       | 10,98       | 2      |
|                | Union pour la démocratie française      | 1 666        | 1,41         | 3 549       | 4,14        | 1      |
|                | Rassemblement pour la République        | 1 370        | 1,16         |             |             |        |
| Droite         | Droite                                  | 63 624       | 53,96        | 44 519      | 51,92       | 14     |
|                |                                         |              |              |             |             |        |
|                | Génération écologie                     | 1 937        | 1,64         |             |             |        |
|                | Les Verts                               | 999          | 0,85         |             |             |        |
| Écologistes    | Écologistes                             | 2 936        | 2,49         |             |             |        |
|                |                                         |              |              |             |             |        |
| Inscrits       | Inscrits                                | 177 648      | 100,00       | 141 872     | 100,00      |        |
| Abstentions    | Abstentions                             | 54 002       | 30,40        | 48 349      | 34,08       |        |
| Votants        | Votants                                 | 123 646      | 69,60        | 93 523      | 65,92       |        |
| Blancs et nuls | Blancs et nuls                          | 5 738        | 4,64         | 7 775       | 8,31        |        |
| Exprimés       | Exprimés                                | 117 908      | 95,36        | 85 748      | 91,69       |        |

## Résultats par canton

### Canton d'Abbeville-Sud
| Candidats      | Candidats        | Étiquette      | Premier tour | Premier tour | Second tour | Second tour |
| Candidats      | Candidats        | Étiquette      | Voix         | %            | Voix        | %           |
| -------------- | ---------------- | -------------- | ------------ | ------------ | ----------- | ----------- |
|                | Guy Dovergne*    | PS             | 2 770        | 42,60        | 3 949       | 100,00      |
|                | Chantal Leblanc  | PCF            | 1 069        | 16,44        | Retrait     | Retrait     |
|                | Patrice Lefebvre | UDF-PR         | 1 021        | 15,70        |             |             |
|                | Patrick Mignot   | DVD            | 959          | 14,75        |             |             |
|                | Bernard Charlet  | FN             | 491          | 7,55         |             |             |
|                | Loïc Darras      | DVD            | 192          | 2,95         |             |             |
|                |                  |                |              |              |             |             |
| Inscrits       | Inscrits         | Inscrits       | 10 571       | 100,00       | 10 568      | 100,00      |
| Abstentions    | Abstentions      | Abstentions    | 3 646        | 34,49        | 5 418       | 51,27       |
| Votants        | Votants          | Votants        | 6 925        | 65,51        | 5 150       | 48,73       |
| Blancs et nuls | Blancs et nuls   | Blancs et nuls | 423          | 6,11         | 1 201       | 23,32       |
| Exprimés       | Exprimés         | Exprimés       | 6 502        | 93,89        | 3 949       | 76,68       |

*sortant

### Canton d'Ailly-sur-Noye
| Candidats      | Candidats         | Étiquette      | Premier tour | Premier tour | Second tour | Second tour |
| Candidats      | Candidats         | Étiquette      | Voix         | %            | Voix        | %           |
| -------------- | ----------------- | -------------- | ------------ | ------------ | ----------- | ----------- |
|                | Olivier Classen*  | UDF-PSD        | 1 326        | 37,16        | 1 917       | 54,63       |
|                | Freddy Verecque   | PS             | 1 113        | 31,19        | 1 592       | 45,37       |
|                | Philippe Dusart   | DVD            | 802          | 22,48        | Retrait     | Retrait     |
|                | Gisèle Pernet     | FN             | 210          | 5,89         |             |             |
|                | Christophe Saguez | PCF            | 117          | 3,28         |             |             |
|                |                   |                |              |              |             |             |
| Inscrits       | Inscrits          | Inscrits       | 5 008        | 100,00       | 5 008       | 100,00      |
| Abstentions    | Abstentions       | Abstentions    | 1 333        | 26,62        | 1 278       | 25,52       |
| Votants        | Votants           | Votants        | 3 675        | 73,38        | 3 730       | 74,48       |
| Blancs et nuls | Blancs et nuls    | Blancs et nuls | 107          | 2,91         | 221         | 5,92        |
| Exprimés       | Exprimés          | Exprimés       | 3 568        | 97,09        | 3 509       | 94,08       |

*sortant

### Canton d'Amiens-Ouest
| Candidats      | Candidats          | Étiquette      | Premier tour | Premier tour | Second tour | Second tour |
| Candidats      | Candidats          | Étiquette      | Voix         | %            | Voix        | %           |
| -------------- | ------------------ | -------------- | ------------ | ------------ | ----------- | ----------- |
|                | Claude Chaidron    | PCF            | 1 690        | 29,15        | 3 226       | 57,38       |
|                | Charley Giroudeau  | RPR            | 1 413        | 24,37        | 2 396       | 42,62       |
|                | Serge Delignières* | PS             | 1 310        | 22,59        | Retrait     | Retrait     |
|                | Raynald Brasseur   | FN             | 891          | 15,37        |             |             |
|                | Dolorès Esteban    | GÉ             | 316          | 5,45         |             |             |
|                | Thérèse Couraud    | Les Verts      | 178          | 3,07         |             |             |
|                |                    |                |              |              |             |             |
| Inscrits       | Inscrits           | Inscrits       | 11 215       | 100,00       | 11 209      | 100,00      |
| Abstentions    | Abstentions        | Abstentions    | 5 187        | 46,25        | 5 131       | 45,78       |
| Votants        | Votants            | Votants        | 6 028        | 53,75        | 6 078       | 54,22       |
| Blancs et nuls | Blancs et nuls     | Blancs et nuls | 230          | 3,82         | 456         | 7,50        |
| Exprimés       | Exprimés           | Exprimés       | 5 798        | 96,18        | 5 622       | 92,50       |

*sortant

### Canton d'Amiens-Nord-Ouest
| Candidats      | Candidats          | Étiquette      | Premier tour | Premier tour | Second tour | Second tour |
| Candidats      | Candidats          | Étiquette      | Voix         | %            | Voix        | %           |
| -------------- | ------------------ | -------------- | ------------ | ------------ | ----------- | ----------- |
|                | Gérald Maisse*     | PCF            | 1 335        | 32,83        | 2 041       | 50,35       |
|                | Jean-Claude Cousin | UDF-CDS        | 944          | 23,22        | 1 219       | 30,07       |
|                | Lionel Payet       | FN             | 775          | 19,06        | 794         | 19,59       |
|                | Nicolas Ravailhe   | PS             | 586          | 14,41        |             |             |
|                | Philippe Brunet    | GÉ             | 306          | 7,53         |             |             |
|                | René Fernandez     | Les Verts      | 120          | 2,95         |             |             |
|                |                    |                |              |              |             |             |
| Inscrits       | Inscrits           | Inscrits       | 7 698        | 100,00       | 7 698       | 100,00      |
| Abstentions    | Abstentions        | Abstentions    | 3 403        | 44,21        | 3 393       | 44,08       |
| Votants        | Votants            | Votants        | 4 295        | 55,79        | 4 305       | 55,92       |
| Blancs et nuls | Blancs et nuls     | Blancs et nuls | 229          | 5,33         | 251         | 5,83        |
| Exprimés       | Exprimés           | Exprimés       | 4 066        | 94,67        | 4 054       | 94,17       |

*sortant

### Canton d'Amiens-Nord-Est
| Candidats      | Candidats            | Étiquette      | Premier tour | Premier tour | Second tour | Second tour |
| Candidats      | Candidats            | Étiquette      | Voix         | %            | Voix        | %           |
| -------------- | -------------------- | -------------- | ------------ | ------------ | ----------- | ----------- |
|                | René Carouge*        | Rénov.         | 2 100        | 35,09        | 3 342       | 55,38       |
|                | Michel Devaux        | UDF-PR         | 1 928        | 32,21        | 2 693       | 44,62       |
|                | Jacqueline Bricour   | FN             | 763          | 12,75        |             |             |
|                | Frédéric Compagnon   | PS             | 705          | 11,78        |             |             |
|                | Jean-Jacques Betrand | GÉ             | 282          | 4,71         |             |             |
|                | Gilles Mairesse      | Les Verts      | 207          | 3,46         |             |             |
|                |                      |                |              |              |             |             |
| Inscrits       | Inscrits             | Inscrits       | 11 187       | 100,00       | 11 183      | 100,00      |
| Abstentions    | Abstentions          | Abstentions    | 4 895        | 43,76        | 4 742       | 42,40       |
| Votants        | Votants              | Votants        | 6 292        | 56,24        | 6 441       | 57,60       |
| Blancs et nuls | Blancs et nuls       | Blancs et nuls | 307          | 4,88         | 406         | 6,30        |
| Exprimés       | Exprimés             | Exprimés       | 5 985        | 95,12        | 6 035       | 93,70       |

*sortant

### Canton d'Amiens-Nord
| Candidats      | Candidats         | Étiquette      | Premier tour | Premier tour | Second tour | Second tour |
| Candidats      | Candidats         | Étiquette      | Voix         | %            | Voix        | %           |
| -------------- | ----------------- | -------------- | ------------ | ------------ | ----------- | ----------- |
|                | Francis Lecul*    | PS             | 1 627        | 33,33        | 2 872       | 64,83       |
|                | Jean Bouly        | UDF-Rad.       | 1 096        | 22,45        | 1 558       | 35,17       |
|                | Yves Dupille      | FN             | 853          | 17,48        |             |             |
|                | Patrick Kaczmarek | PCF            | 810          | 16,59        |             |             |
|                | Eric Darras       | GÉ             | 303          | 6,21         |             |             |
|                | Jean-Joseph Damay | Les Verts      | 192          | 3,93         |             |             |
|                |                   |                |              |              |             |             |
| Inscrits       | Inscrits          | Inscrits       | 8 872        | 100,00       | 8 871       | 100,00      |
| Abstentions    | Abstentions       | Abstentions    | 3 767        | 42,46        | 3 924       | 44,23       |
| Votants        | Votants           | Votants        | 5 105        | 57,57        | 4 947       | 55,77       |
| Blancs et nuls | Blancs et nuls    | Blancs et nuls | 224          | 4,39         | 517         | 10,45       |
| Exprimés       | Exprimés          | Exprimés       | 4 881        | 95,61        | 4 430       | 89,55       |

*sortant

### Canton de Bernaville
| Candidats      | Candidats               | Étiquette      | Premier tour | Premier tour |
| Candidats      | Candidats               | Étiquette      | Voix         | %            |
| -------------- | ----------------------- | -------------- | ------------ | ------------ |
|                | Joël Hart*              | RPR            | 1 851        | 62,58        |
|                | Jean Legras             | DVD            | 560          | 18,93        |
|                | Jean-Claude Pruvot      | PCF            | 317          | 10,72        |
|                | Lalaotiana Rasidimanana | PS             | 230          | 7,78         |
|                |                         |                |              |              |
| Inscrits       | Inscrits                | Inscrits       | 3 905        | 100,00       |
| Abstentions    | Abstentions             | Abstentions    | 808          | 20,69        |
| Votants        | Votants                 | Votants        | 3 097        | 79,31        |
| Blancs et nuls | Blancs et nuls          | Blancs et nuls | 139          | 4,49         |
| Exprimés       | Exprimés                | Exprimés       | 2 958        | 95,51        |

*sortant

### Canton de Boves
| Candidats      | Candidats          | Étiquette      | Premier tour | Premier tour | Second tour | Second tour |
| Candidats      | Candidats          | Étiquette      | Voix         | %            | Voix        | %           |
| -------------- | ------------------ | -------------- | ------------ | ------------ | ----------- | ----------- |
|                | Olivier Jardé      | UDF-CDS        | 1 666        | 19,44        | 3 549       | 51,92       |
|                | Gérard Dauby       | DVD            | 1 527        | 17,82        | 3 286       | 48,08       |
|                | Thérèse Crédoz     | RPR            | 1 370        | 15,99        | Retrait     | Retrait     |
|                | Dany Letierce      | PS             | 1 080        | 12,60        |             |             |
|                | Yann Celos         | FN             | 879          | 10,26        |             |             |
|                | François Delecolle | DVG            | 679          | 7,92         |             |             |
|                | Dany Letierce      | PCF            | 642          | 7,49         |             |             |
|                | Xavier Commecy     | GÉ             | 424          | 4,95         |             |             |
|                | Marcel Dekervel    | Les Verts      | 302          | 3,52         |             |             |
|                |                    |                |              |              |             |             |
| Inscrits       | Inscrits           | Inscrits       | 13 105       | 100,00       | 13 111      | 100,00      |
| Abstentions    | Abstentions        | Abstentions    | 4 151        | 31,67        | 5 004       | 38,17       |
| Votants        | Votants            | Votants        | 8 954        | 68,33        | 8 107       | 61,83       |
| Blancs et nuls | Blancs et nuls     | Blancs et nuls | 385          | 4,30         | 1 272       | 15,69       |
| Exprimés       | Exprimés           | Exprimés       | 8 569        | 95,70        | 6 835       | 84,31       |

### Canton de Bray-sur-Somme
| Candidats      | Candidats       | Étiquette      | Premier tour | Premier tour |
| Candidats      | Candidats       | Étiquette      | Voix         | %            |
| -------------- | --------------- | -------------- | ------------ | ------------ |
|                | Marcel Guyot*   | RPR            | 2 028        | 60,61        |
|                | Christian Guyot | FN             | 499          | 14,91        |
|                | Michel Crépin   | PS             | 450          | 13,45        |
|                | Gérard Corselle | PCF            | 369          | 11,03        |
|                |                 |                |              |              |
| Inscrits       | Inscrits        | Inscrits       | 4 555        | 100,00       |
| Abstentions    | Abstentions     | Abstentions    | 988          | 21,69        |
| Votants        | Votants         | Votants        | 3 567        | 78,31        |
| Blancs et nuls | Blancs et nuls  | Blancs et nuls | 221          | 6,20         |
| Exprimés       | Exprimés        | Exprimés       | 3 346        | 93,80        |

*sortant

### Canton de Chaulnes
| Candidats      | Candidats        | Étiquette      | Premier tour | Premier tour | Second tour | Second tour |
| Candidats      | Candidats        | Étiquette      | Voix         | %            | Voix        | %           |
| -------------- | ---------------- | -------------- | ------------ | ------------ | ----------- | ----------- |
|                | Philippe Cheval  | DVD            | 1 261        | 37,43        | 1 726       | 52,35       |
|                | Thierry Linéatte | PS             | 971          | 28,82        | 1 571       | 47,65       |
|                | Jackie Caron     | DVD            | 702          | 20,84        | Retrait     | Retrait     |
|                | David Lenne      | FN             | 266          | 7,90         |             |             |
|                | Josette Fichaux  | PCF            | 169          | 5,02         |             |             |
|                |                  |                |              |              |             |             |
| Inscrits       | Inscrits         | Inscrits       | 4 678        | 100,00       | 4 677       | 100,00      |
| Abstentions    | Abstentions      | Abstentions    | 1 196        | 25,57        | 1 216       | 26,00       |
| Votants        | Votants          | Votants        | 3 482        | 74,43        | 3 461       | 74,00       |
| Blancs et nuls | Blancs et nuls   | Blancs et nuls | 113          | 3,25         | 164         | 4,74        |
| Exprimés       | Exprimés         | Exprimés       | 3 369        | 96,75        | 3 297       | 95,26       |

### Canton de Crécy-en-Ponthieu
| Candidats      | Candidats       | Étiquette      | Premier tour | Premier tour |
| Candidats      | Candidats       | Étiquette      | Voix         | %            |
| -------------- | --------------- | -------------- | ------------ | ------------ |
|                | Régis Lécuyer*  | DVD            | 2 328        | 61,31        |
|                | Gérard Lheureux | PS             | 1 224        | 32,24        |
|                | Bernad Flutte   | PCF            | 245          | 6,45         |
|                |                 |                |              |              |
| Inscrits       | Inscrits        | Inscrits       | 4 861        | 100,00       |
| Abstentions    | Abstentions     | Abstentions    | 873          | 17,96        |
| Votants        | Votants         | Votants        | 3 988        | 82,04        |
| Blancs et nuls | Blancs et nuls  | Blancs et nuls | 191          | 4,79         |
| Exprimés       | Exprimés        | Exprimés       | 3 797        | 95,21        |

*sortant

### Canton de Domart-en-Ponthieu
| Candidats      | Candidats           | Étiquette      | Premier tour | Premier tour |
| Candidats      | Candidats           | Étiquette      | Voix         | %            |
| -------------- | ------------------- | -------------- | ------------ | ------------ |
|                | Gilbert Temmermann* | PS             | 3 263        | 58,49        |
|                | Teddy Quint         | UDF            | 1 025        | 18,37        |
|                | Serge Briatte       | PCF            | 509          | 9,12         |
|                | Paul Courtin        | FN             | 476          | 8,53         |
|                | Philippe Milstead   | GÉ             | 306          | 5,48         |
|                |                     |                |              |              |
| Inscrits       | Inscrits            | Inscrits       | 7 939        | 100,00       |
| Abstentions    | Abstentions         | Abstentions    | 2 088        | 26,30        |
| Votants        | Votants             | Votants        | 5 851        | 73,70        |
| Blancs et nuls | Blancs et nuls      | Blancs et nuls | 272          | 4,65         |
| Exprimés       | Exprimés            | Exprimés       | 5 579        | 95,35        |

*sortant

### Canton d'Hallencourt
| Candidats      | Candidats       | Étiquette      | Premier tour | Premier tour | Second tour | Second tour |
| Candidats      | Candidats       | Étiquette      | Voix         | %            | Voix        | %           |
| -------------- | --------------- | -------------- | ------------ | ------------ | ----------- | ----------- |
|                | Pierre Martin*  | RPR            | 2 046        | 48,83        | 2 285       | 52,72       |
|                | Max Benoît      | PS             | 1 465        | 34,96        | 2 049       | 47,28       |
|                | Christian Josse | PCF            | 401          | 9,57         |             |             |
|                | Valérie Dupont  | FN             | 278          | 6,63         |             |             |
|                |                 |                |              |              |             |             |
| Inscrits       | Inscrits        | Inscrits       | 5 610        | 100,00       | 5 609       | 100,00      |
| Abstentions    | Abstentions     | Abstentions    | 1 162        | 20,71        | 1 057       | 18,84       |
| Votants        | Votants         | Votants        | 4 448        | 79,29        | 4 552       | 81,16       |
| Blancs et nuls | Blancs et nuls  | Blancs et nuls | 258          | 5,80         | 218         | 4,79        |
| Exprimés       | Exprimés        | Exprimés       | 4 190        | 94,20        | 4 334       | 95,21       |

*sortant

### Canton de Ham
| Candidats      | Candidats        | Étiquette      | Premier tour | Premier tour | Second tour | Second tour |
| Candidats      | Candidats        | Étiquette      | Voix         | %            | Voix        | %           |
| -------------- | ---------------- | -------------- | ------------ | ------------ | ----------- | ----------- |
|                | Jean Boitel*     | PS             | 3 067        | 44,39        | 3 972       | 58,58       |
|                | Michel Fagart    | DVD            | 2 475        | 35,82        | 2 809       | 41,42       |
|                | Michel Simon     | PCF            | 694          | 10,04        |             |             |
|                | Marguerite Dauby | FN             | 673          | 9,74         |             |             |
|                |                  |                |              |              |             |             |
| Inscrits       | Inscrits         | Inscrits       | 9 692        | 100,00       | 9 692       | 100,00      |
| Abstentions    | Abstentions      | Abstentions    | 2 521        | 26,01        | 2 601       | 26,84       |
| Votants        | Votants          | Votants        | 7 171        | 73,99        | 7 091       | 73,16       |
| Blancs et nuls | Blancs et nuls   | Blancs et nuls | 262          | 3,65         | 310         | 4,37        |
| Exprimés       | Exprimés         | Exprimés       | 6 909        | 96,35        | 6 781       | 95,63       |

*sortant

### Canton de Hornoy-le-Bourg
| Candidats      | Candidats                    | Étiquette      | Premier tour | Premier tour |
| Candidats      | Candidats                    | Étiquette      | Voix         | %            |
| -------------- | ---------------------------- | -------------- | ------------ | ------------ |
|                | Daniel Capon*                | RPR            | 1 567        | 52,01        |
|                | Jean-Jacques Iriarte-Arriola | PCF            | 656          | 21,77        |
|                | Marie-Claire Canape-Ternois  | PS             | 429          | 14,24        |
|                | Serge Rabeuf                 | FN             | 361          | 11,98        |
|                |                              |                |              |              |
| Inscrits       | Inscrits                     | Inscrits       | 4 333        | 100,00       |
| Abstentions    | Abstentions                  | Abstentions    | 1 098        | 25,34        |
| Votants        | Votants                      | Votants        | 3 235        | 74,66        |
| Blancs et nuls | Blancs et nuls               | Blancs et nuls | 222          | 6,86         |
| Exprimés       | Exprimés                     | Exprimés       | 3 013        | 93,14        |

*sortant

### Canton de Moreuil
| Candidats      | Candidats             | Étiquette      | Premier tour | Premier tour | Second tour | Second tour |
| Candidats      | Candidats             | Étiquette      | Voix         | %            | Voix        | %           |
| -------------- | --------------------- | -------------- | ------------ | ------------ | ----------- | ----------- |
|                | Pierre Boulanger      | DVD            | 2 277        | 39,67        | 3 526       | 62,98       |
|                | Daniel Fournier*      | PS             | 1 144        | 19,93        | 2 073       | 37,02       |
|                | Francis Soilleux      | RPR            | 827          | 14,41        |             |             |
|                | Jean-Bernard Gervoise | PCF            | 664          | 11,57        |             |             |
|                | Patrick Jacquart      | FN             | 306          | 5,33         |             |             |
|                | Jean Annic            | DVG            | 293          | 5,10         |             |             |
|                | Marius Gardes         | DVG            | 229          | 3,99         |             |             |
|                |                       |                |              |              |             |             |
| Inscrits       | Inscrits              | Inscrits       | 7 968        | 100,00       | 7 967       | 100,00      |
| Abstentions    | Abstentions           | Abstentions    | 2 008        | 25,20        | 1 983       | 24,89       |
| Votants        | Votants               | Votants        | 5 960        | 74,80        | 5 984       | 75,11       |
| Blancs et nuls | Blancs et nuls        | Blancs et nuls | 220          | 3,69         | 385         | 6,43        |
| Exprimés       | Exprimés              | Exprimés       | 5 740        | 96,31        | 5 599       | 93,57       |

*sortant

### Canton de Nouvion
| Candidats      | Candidats           | Étiquette      | Premier tour | Premier tour | Second tour | Second tour |
| Candidats      | Candidats           | Étiquette      | Voix         | %            | Voix        | %           |
| -------------- | ------------------- | -------------- | ------------ | ------------ | ----------- | ----------- |
|                | Philippe Beauvisage | DVD            | 1 991        | 46,10        | 2 604       | 100,00      |
|                | Ernest Lécuyer*     | UDF-PSD        | 1 118        | 25,89        | Retrait     | Retrait     |
|                | Alain Monti         | PS             | 515          | 11,92        |             |             |
|                | Fabrice Dorion      | PCF            | 412          | 9,54         |             |             |
|                | Patrice Dalrue      | FN             | 283          | 6,55         |             |             |
|                |                     |                |              |              |             |             |
| Inscrits       | Inscrits            | Inscrits       | 5 922        | 100,00       | 5 922       | 100,00      |
| Abstentions    | Abstentions         | Abstentions    | 1 433        | 24,20        | 2 477       | 41,83       |
| Votants        | Votants             | Votants        | 4 489        | 75,80        | 3 445       | 58,17       |
| Blancs et nuls | Blancs et nuls      | Blancs et nuls | 170          | 3,79         | 841         | 24,41       |
| Exprimés       | Exprimés            | Exprimés       | 4 319        | 96,21        | 2 604       | 75,59       |

*sortant

### Canton d'Oisemont
| Candidats      | Candidats          | Étiquette      | Premier tour | Premier tour |
| Candidats      | Candidats          | Étiquette      | Voix         | %            |
| -------------- | ------------------ | -------------- | ------------ | ------------ |
|                | Jérôme Bignon*     | RPR            | 2 045        | 57,12        |
|                | Marc Dejean        | PS             | 728          | 20,34        |
|                | Michel Quignon     | PCF            | 548          | 15,31        |
|                | Henry des Minières | FN             | 259          | 7,23         |
|                |                    |                |              |              |
| Inscrits       | Inscrits           | Inscrits       | 4 854        | 100,00       |
| Abstentions    | Abstentions        | Abstentions    | 1 105        | 22,76        |
| Votants        | Votants            | Votants        | 3 749        | 77,24        |
| Blancs et nuls | Blancs et nuls     | Blancs et nuls | 169          | 4,51         |
| Exprimés       | Exprimés           | Exprimés       | 3 580        | 95,49        |

*sortant

### Canton de Péronne
| Candidats      | Candidats          | Étiquette      | Premier tour | Premier tour | Second tour | Second tour |
| Candidats      | Candidats          | Étiquette      | Voix         | %            | Voix        | %           |
| -------------- | ------------------ | -------------- | ------------ | ------------ | ----------- | ----------- |
|                | Jean-Pierre Viénot | RPR            | 3 522        | 41,99        | 4 089       | 47,17       |
|                | Pierre Linéatte*   | PS             | 3 394        | 40,46        | 4 580       | 52,83       |
|                | Denis Charpentier  | PCF            | 769          | 9,17         |             |             |
|                | Roger Magot        | FN             | 703          | 8,38         |             |             |
|                |                    |                |              |              |             |             |
| Inscrits       | Inscrits           | Inscrits       | 12 110       | 100,00       | 12 100      | 100,00      |
| Abstentions    | Abstentions        | Abstentions    | 3 370        | 27,83        | 3 105       | 25,66       |
| Votants        | Votants            | Votants        | 8 740        | 72,17        | 8 995       | 74,34       |
| Blancs et nuls | Blancs et nuls     | Blancs et nuls | 352          | 4,03         | 326         | 3,62        |
| Exprimés       | Exprimés           | Exprimés       | 8 388        | 95,97        | 8 669       | 96,38       |

*sortant

### Canton de Picquigny
| Candidats      | Candidats      | Étiquette      | Premier tour | Premier tour | Second tour | Second tour |
| Candidats      | Candidats      | Étiquette      | Voix         | %            | Voix        | %           |
| -------------- | -------------- | -------------- | ------------ | ------------ | ----------- | ----------- |
|                | René Lognon    | PCF            | 3 719        | 41,22        | 5 079       | 53,95       |
|                | Romain Zurek   | DVD            | 3 307        | 36,65        | 4 336       | 46,05       |
|                | Thomas Tastet  | FN             | 1 015        | 11,25        |             |             |
|                | Dominique Théo | PS             | 981          | 10,87        |             |             |
|                |                |                |              |              |             |             |
| Inscrits       | Inscrits       | Inscrits       | 13 368       | 100,00       | 13 366      | 100,00      |
| Abstentions    | Abstentions    | Abstentions    | 3 828        | 28,64        | 3 400       | 25,44       |
| Votants        | Votants        | Votants        | 9 540        | 71,36        | 9 966       | 74,56       |
| Blancs et nuls | Blancs et nuls | Blancs et nuls | 518          | 5,43         | 551         | 5,53        |
| Exprimés       | Exprimés       | Exprimés       | 9 022        | 94,57        | 9 415       | 94,47       |

### Canton de Poix-de-Picardie
| Candidats      | Candidats      | Étiquette      | Premier tour | Premier tour |
| Candidats      | Candidats      | Étiquette      | Voix         | %            |
| -------------- | -------------- | -------------- | ------------ | ------------ |
|                | Pierre Daniel* | DVD            | 2 203        | 59,05        |
|                | Bernard Carré  | DVG            | 807          | 21,63        |
|                | Jean Moisan    | FN             | 318          | 8,52         |
|                | Bernard Lottin | PS             | 276          | 7,40         |
|                | Jeanne Vache   | PCF            | 127          | 3,40         |
|                |                |                |              |              |
| Inscrits       | Inscrits       | Inscrits       | 5 303        | 100,00       |
| Abstentions    | Abstentions    | Abstentions    | 1 393        | 26,27        |
| Votants        | Votants        | Votants        | 3 910        | 73,73        |
| Blancs et nuls | Blancs et nuls | Blancs et nuls | 179          | 4,58         |
| Exprimés       | Exprimés       | Exprimés       | 3 731        | 95,42        |

*sortant

### Canton de Rosières-en-Santerre
| Candidats      | Candidats        | Étiquette      | Premier tour | Premier tour | Second tour | Second tour |
| Candidats      | Candidats        | Étiquette      | Voix         | %            | Voix        | %           |
| -------------- | ---------------- | -------------- | ------------ | ------------ | ----------- | ----------- |
|                | Jacques Trobas*  | RPR            | 2 014        | 48,60        | 2 287       | 56,00       |
|                | Bernard Dobremer | PS             | 1 024        | 24,71        | 1 797       | 44,00       |
|                | Émile Lebrun     | PCF            | 722          | 17,42        | Retrait     | Retrait     |
|                | Pascal Payet     | FN             | 384          | 9,27         |             |             |
|                |                  |                |              |              |             |             |
| Inscrits       | Inscrits         | Inscrits       | 5 864        | 100,00       | 5 864       | 100,00      |
| Abstentions    | Abstentions      | Abstentions    | 1 528        | 26,06        | 1 584       | 27,01       |
| Votants        | Votants          | Votants        | 4 336        | 73,94        | 4 280       | 72,99       |
| Blancs et nuls | Blancs et nuls   | Blancs et nuls | 192          | 4,43         | 196         | 4,58        |
| Exprimés       | Exprimés         | Exprimés       | 4 144        | 95,57        | 4 084       | 95,42       |

*sortant

### Canton de Saint-Valery-sur-Somme
| Candidats      | Candidats          | Étiquette      | Premier tour | Premier tour | Second tour | Second tour |
| Candidats      | Candidats          | Étiquette      | Voix         | %            | Voix        | %           |
| -------------- | ------------------ | -------------- | ------------ | ------------ | ----------- | ----------- |
|                | Pierre Dingremont* | UDF-PSD        | 2 804        | 43,45        | 3 445       | 52,75       |
|                | Christian Obré     | PS             | 1 775        | 27,50        | 3 086       | 47,25       |
|                | Achille Forestier  | PCF            | 1 129        | 17,49        | Retrait     | Retrait     |
|                | Serge Bierry       | FN             | 451          | 6,99         |             |             |
|                | Toni Scheinfegel   | DVD            | 295          | 4,57         |             |             |
|                |                    |                |              |              |             |             |
| Inscrits       | Inscrits           | Inscrits       | 9 030        | 100,00       | 9 027       | 100,00      |
| Abstentions    | Abstentions        | Abstentions    | 2 221        | 24,60        | 2 036       | 22,55       |
| Votants        | Votants            | Votants        | 6 809        | 75,40        | 6 991       | 77,45       |
| Blancs et nuls | Blancs et nuls     | Blancs et nuls | 355          | 5,21         | 460         | 6,58        |
| Exprimés       | Exprimés           | Exprimés       | 6 454        | 94,79        | 6 531       | 93,42       |

*sortant

## Conseil général élu

### Liste des élus
| Canton                 | Conseiller sortant | Étiquette  | Candidat élu        | Étiquette  |
| ---------------------- | ------------------ | ---------- | ------------------- | ---------- |
| Abbeville-Sud          | Guy Dovergne       | PS         | Guy Dovergne        | PS         |
| Ailly-sur-Noye         | Olivier Classen    | UDF-PSD    | Olivier Classen     | UDF-PSD    |
| Amiens-Ouest           | Serge Delignières  | PS         | Claude Chaidron     | PCF        |
| Amiens-Nord-Ouest      | Gérald Maisse      | PCF        | Gérald Maisse       | PCF        |
| Amiens-Nord-Est        | René Carouge       | Rénov.     | René Carouge        | Rénov.     |
| Amiens-Nord            | Francis Lecul      | PS         | Francis Lecul       | PS         |
| Bernaville             | Joël Hart          | RPR        | Joël Hart           | RPR        |
| Boves                  | Pierre Desse *     | DVD        | Olivier Jardé       | UDF-CDS    |
| Bray-sur-Somme         | Marcel Guyot       | RPR        | Marcel Guyot        | RPR        |
| Chaulnes               | Serge Bayard *     | UDF-PSD    | Philippe Cheval     | DVD        |
| Crécy-en-Ponthieu      | Régis Lécuyer      | DVD        | Régis Lécuyer       | DVD        |
| Domart-en-Ponthieu     | Gilbert Temmermann | PS         | Gilbert Temmermann  | PS         |
| Hallencourt            | Pierre Martin      | RPR        | Pierre Martin       | RPR        |
| Ham                    | Jean Boitel        | PS         | Jean Boitel         | PS         |
| Hornoy-le-Bourg        | Daniel Capon       | RPR        | Daniel Capon        | RPR        |
| Moreuil                | Daniel Fournier    | PS         | Pierre Boulanger    | DVD        |
| Nouvion                | Ernest Lécuyer     | UDF-PSD    | Philippe Beauvisage | DVD        |
| Oisemont               | Jérôme Bignon      | RPR        | Jérôme Bignon       | RPR        |
| Péronne                | Pierre Linéatte    | PS         | Pierre Linéatte     | PS         |
| Picquigny              | René Régnier *     | PCF        | René Lognon         | PCF        |
| Poix-de-Picardie       | Pierre Daniel      | DVD        | Pierre Daniel       | DVD        |
| Rosières-en-Santerre   | Jacques Trobas     | RPR        | Jacques Trobas      | RPR        |
| Saint-Valery-sur-Somme | Pierre Dingremont  | UDF (app.) | Pierre Dingremont   | UDF (app.) |

*Conseillers généraux sortants ne se représentant pas

### Élus
| Partis       | Partis                             | Conseillers sortants | Conseillers élus | Évolution     |
| ------------ | ---------------------------------- | -------------------- | ---------------- | ------------- |
|              | Rassemblement pour la République   | 6                    | 6                | en stagnation |
|              | Divers droite                      | 3                    | 5                | 2             |
|              | Union pour la démocratie française | 4                    | 3                | 1             |
| Total Droite | Total Droite                       | 13                   | 14               | 1             |
|              | Parti socialiste                   | 7                    | 5                | 2             |
|              | Parti communiste français          | 2                    | 3                | 1             |
|              | Communistes rénovateurs            | 1                    | 1                | en stagnation |
| Total Gauche | Total Gauche                       | 10                   | 9                | 1             |

### Groupes politiques

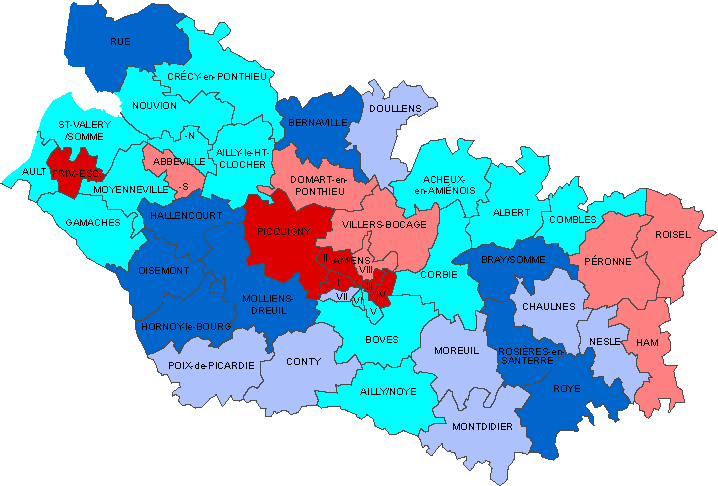
Conseil général après les élections

| Parti                              | Parti                            | Sigle | Sigle    | Élus | Élus | Groupe                  |
| ---------------------------------- | -------------------------------- | ----- | -------- | ---- | ---- | ----------------------- |
| Majorité (33 sièges)               |                                  |       |          |      |      |                         |
| Union pour la démocratie française | Parti social-démocrate           |       | UDF-PSD  | 6    | 13   | Majorité départementale |
| Union pour la démocratie française | Centre des démocrates sociaux    |       | UDF-CDS  | 4    | 13   | Majorité départementale |
| Union pour la démocratie française | Parti républicain                |       | UDF-PR   | 2    | 13   | Majorité départementale |
| Union pour la démocratie française | Parti radical                    |       | UDF-Rad. | 1    | 13   | Majorité départementale |
| Rassemblement pour la République   | Rassemblement pour la République |       | RPR      | 10   | 10   | Majorité départementale |
| Divers droite                      | Divers droite                    |       | DVD      | 10   | 10   | Majorité départementale |
| Opposition (13 sièges)             |                                  |       |          |      |      |                         |
| Parti socialiste                   | Parti socialiste                 |       | PS       | 7    | 7    | Socialiste              |
| Parti communiste français          | Parti communiste français        |       | PCF      | 5    | 5    | Communiste              |
| Communistes rénovateurs            | Communistes rénovateurs          |       | Rénov.   | 1    | 1    | Communiste              |
| Président du conseil général       |                                  |       |          |      |      |                         |
| Fernand Demilly (UDF-PSD)          |                                  |       |          |      |      |                         |